# Caquillier édentulé
Cakile edentula
Espèce
Le caquillier édentulé (Cakile edentula) est une espèce de plantes à fleurs de la famille des Brassicaceae. Elle pousse au Groenland, dans l'est de l'Amérique du Nord et le centre des États-Unis. Elle est naturalisée[pas clair] dans le reste de l'Amérique du Nord et en Australie.